# (79912) Terrell
Pour les articles homonymes, voir Terrell.
(79912) Terrell est un astéroïde de la ceinture principale.

## Description
(79912) Terrell est un astéroïde de la ceinture principale. Il fut découvert le 10 février 1999 à Bâton-Rouge par Walter R. Cooney, Jr. et Ethan Kandler. Il présente une orbite caractérisée par un demi-grand axe de 2,67 UA, une excentricité de 0,16 et une inclinaison de 10,7° par rapport à l'écliptique.

## Compléments